# Adam Oates
Adam Oates (* 27. srpna 1962) je bývalý hokejový a lakrosový hráč, který momentálně pracuje jako hokejový trenér. U příležitosti 100. výročí NHL byl v lednu 2017 vybrán jako jeden ze sta nejlepších hráčů historie ligy.

## Hokejová kariéra
Oatesova kariéra začala, když mu tým americké univerzitní soutěže NCAA, Rensselaer Polytechnic Institute nabídl vzdělání. Hrál zde tři sezony a v roce 1985 byl nejlepším střelcem týmu. Ještě v roce 2005, stále držel rekordy své školy pro počet gólů, asistencí a bodů.
Po výhře NCAA podepsal Oates smlouvu s Detroit Red Wings jako nedraftovaný volný hráč a dostal nejvyšší možný nováčkovský kontrakt, 1 milion dolarů na 4 roky. Přestože byl až druhým centrem za Stevem Yzermanem, fanoušci ho měli rádi za úžasnou schopnost tvořit hru. V jeho poslední sezoně za Red Wings, 1988/89, si připsal téměř asistenci na zápas. Ke konci sezony byl ale vyměněn společně s Paulem MacLeanem do St. Louis Blues za Bernieho Federka a Tonyho McKegneyho.
V St. Louis se Oates úžasně spároval s Brettem Hullem, který třikrát za sebou vstřelil 70 gólů v sezoně a v sezoně 1990/91 vytvořil rekord pro pravá křídla, 86 gólů a vyhrál Hart Trophy pro nejužitečnějšího hráče ligy. Oates si připsal úžasných 90 asistencí a 115 bodů a dostal se do Druhého výběru hvězd NHL. Další sezonu se ale Oatesovi nedařilo a tak byl vyměněn do Boston Bruins za Craiga Janneyho a Stéphana Quintala.
Sezona 1992/93 byla pravděpodobně Oatesova nejlepší. Připsal si 45 gólů a 97 asistencí a v kanadském bodování NHL byl třetí za Mariem Lemieuxem a Patem LaFontainem. V další sezoně si Oates připsal 32 gólů a 80 asistencí a skončil opět třetí, tentokrát za Waynem Gretzkym a Sergejem Fjodorovem.
Oates hrál v Bostonu až do sezony 1996/97, kdy byl s Billem Ranfordem a Ricka Toccheta vyměněn do Washington Capitals za Jima Careyho, Ansona Cartera, Jasona Allisona a třetí výběr draftu (ve kterém si Bruins vybrali Lee Gorena). Jako hold jednomu z jeho spoluhráčů z Bruins, Rayi Bourquovi změnil číslo svého dresu na 77, které nosil až do konce kariéry. Oates významně pomohl Capitals k postupu do finále Stanley Cupu, kde ale prohráli s Detroit Red Wings. Dvakrát se mu podařilo kralovat lize v počtu asistencí, a v roce 2002, kdy slavil 40. narozeniny, se také stal nejstarším hráčem, kterému se to povedlo. V lednu téhož roku se stal teprve osmým hráčem historie NHL, kterému se podařilo pokořit hranici 1 000 asistencí.
V sezoně 2002/03 hrál za Mighty Ducks of Anaheim, se kterými se opět dostal do finále Stanley Cupu, tentokrát ale neuspěl s New Jersey Devils. Vypadalo to, že po sezoně ukončí kariéru, později ovšem podepsal smlouvu s Edmonton Oilers, kteří potřebovali centra. Přestože se Oilers drželi v boji o play-off, Oates byl velikým zklamáním, za 60 zápasů se mu podařilo zaznamenat pouze 16 bodů a když Oilers v dubnu 2004 vypadli z play-off, oznámil konec kariéry.

## Skvělost
Oates je považován za jednoho z nejlepších tvůrců hry moderní éry NHL, také proto, že v devadesátých letech nasbíral více asistencí pouze Wayne Gretzky. Společně s Brettem Hullem vytvořil jeden z nejefektivnějších ofenzivních párů historie. Hull byl od přírody střelec a ve třech sezonách hry s Oatesem vstřelil 228 gólů (72-86-70). Když hrál bez Oatese, nikdy se nedostal přes 60 gólů v sezoně.
I přes jeho tvořivost, úspěšnost na vhazování a velkou produktivitu, Oates nikdy nevyhrál Stanley Cup. Také hrál velmi čistě, šestkrát byl nominován na Lady Byng Trophy pro nejčistšího hráče ligy při zachování vysokých standardů hry. Nikdy ji ale nezískal, předstihli ho Wayne Gretzky, Pierre Turgeon, Ron Francis a Joe Sakic. Na začátku devadesátých let byl třikrát třetí v kanadském bodování NHL, ale pouze v roce 1991 byl jmenován do Druhého výběru hvězd. V dalších dvou sezonách, kdy byl skoro na vrcholu, se do výběru hvězd nedostal, protože oba hráči před ním byli také centři. To, že byl jen málo často oceňován, vedlo k tomu, že byl opravdu hodně podceňovaným a přehlíženým hráčem. Berte v úvahu, že v sezonách 1992/93 a 1993/94 si připsal nejvíce bodů z celé NHL.
Hodně expertů o Oatesovi uvažovali jako o jednom z favoritů k uvedení do Hokejové síně slávy v letech 2007, 2008 i 2009. To se ale nestalo a Oates je tak nadále hráčem s nejvyšším počtem bodů v kariéře, který ještě v Síni slávy není.

## Trenérská kariéra
2. října 2009, Tampa Bay Lightning oznámili, že Oates se stane asistentem kouče Lightning. Na práci má především ofenzivní strategie týmu. V přípravných zápasech v roce 2009 se při přesilovce, kterou dirigoval Oates, umístili Lightning na čtvrtém místě mezi týmy NHL. V letech 2010–2012 byl asistentem hlavního trenéra klubu New Jersey Devils. První tým, ve kterém se stal hlavním trenérem je Washington Capitals. Nahradil tak z minulé sezóny bývalého trenéra Capitals Daleho Huntera. Asistenta si zvolil Calleho Johanssona, oba dva kdysi hráli společně za klub Capitals a dosáhli největšího úspěchu týmů, finále o Stanley Cup v roce 1998.

## Lakros
Oates hrál pět let hlavní lakrosovou juniorskou ligu v Kanadě za Etobicoke Eclipse, kde si připsal 735 bodů ve 130 zápasech. V celé juniorské kariéře zaznamenal průměr 5,5 bodu na zápas. Mezi lety 1981 a 1983 vyhrál tři trofeje pro nejužitečnějšího hráče juniorských soutěží v řadě. Jednu sezonu hrál také v profesionální Major Series Lacrosse za Brampton Excelsiors, v nováčkovské sezoně si připsal 94 bodů. Po sezoně ukončil lakrosovou kariéru, aby se mohl věnovat hokeji. Stále drží rekord juniorských soutěžích v Ontariu za nejvíce asistencí (19) a bodů (29) v jednom zápase.

## Osobní život
Oates je dobrým přítele golfisty v PGA Tour Mika Weira. Když byl Oates kapitánem Washington Capitals, Weir se zúčastnil tréninku týmu. V roce 2003, když Weir vyhrál turnaj Masters, Oates došel až do finále play-off s Anaheimem.

## Ocenění
- Druhý výběr hvězd NHL v roce 1991.
- Hrál Utkání hvězd NHL v letech 1991–1994 a 1997.
- Byl nominován i do různých výběru hvězd v univerzitní NCAA.
- Zvolen do hokejové síně slávy v roce 2012.

## Rekordy
- Nejstarší hráč, který kraloval NHL v počtu asistencí v jedné sezoně (2001-02, 64 asistencí, 39 let).
- Hráč s nejvyšším počtem bodů v play-off, který ani jednou nevyhrál Stanley Cup.

## Prvenství
- Debut v NHL – 10. října 1985 (Detroit Red Wings proti Minnesota North Stars)
- První gól v NHL – 10. října 1985 (Detroit Red Wings proti Minnesota North Stars, kanadskému brankáři Don Beaupre)
- První asistence v NHL – 10. října 1985 (Detroit Red Wings proti Minnesota North Stars)
- První hattrick v NHL – 12. dubna 1991 (St. Louis Blues proti Detroit Red Wings)

## Klubové statistiky
| Sezóna       | Klub                             | Soutěž       |      | Základní část | Základní část | Základní část | Základní část | Základní část |    | Play off | Play off | Play off | Play off | Play off |
| Sezóna       | Klub                             | Soutěž       | Z    | G             | A             | B             | TM            | Z             | G  | A        | B        | TM       |          |          |
| 1982–83      | Rensselaer Polytechnic Institute | NCAA         | 22   | 9             | 33            | 42            | 8             | —             | —  | —        | —        | —        |          |          |
| 1983–84      | Rensselaer Polytechnic Institute | NCAA         | 38   | 26            | 57            | 83            | 15            | —             | —  | —        | —        | —        |          |          |
| 1984–85      | Rensselaer Polytechnic Institute | NCAA         | 38   | 31            | 60            | 91            | 29            | —             | —  | —        | —        | —        |          |          |
| 1985–86      | Adirondack Red Wings             | AHL          | 34   | 18            | 28            | 46            | 4             | 17            | 7  | 14       | 21       | 4        |          |          |
| 1985–86      | Detroit Red Wings                | NHL          | 38   | 9             | 11            | 20            | 10            | —             | —  | —        | —        | —        |          |          |
| 1986–87      | Detroit Red Wings                | NHL          | 76   | 15            | 32            | 47            | 21            | 16            | 4  | 7        | 11       | 6        |          |          |
| 1987–88      | Detroit Red Wings                | NHL          | 63   | 14            | 40            | 54            | 20            | 16            | 8  | 12       | 20       | 6        |          |          |
| 1988–89      | Detroit Red Wings                | NHL          | 69   | 16            | 62            | 78            | 14            | 6             | 0  | 8        | 8        | 2        |          |          |
| 1989–90      | St. Louis Blues                  | NHL          | 80   | 23            | 79            | 102           | 30            | 12            | 2  | 12       | 14       | 4        |          |          |
| 1990–91      | St. Louis Blues                  | NHL          | 61   | 25            | 90            | 115           | 29            | 13            | 7  | 13       | 20       | 10       |          |          |
| 1991–92      | St. Louis Blues                  | NHL          | 54   | 10            | 59            | 69            | 12            | —             | —  | —        | —        | —        |          |          |
| 1991–92      | Boston Bruins                    | NHL          | 26   | 10            | 20            | 30            | 10            | 15            | 5  | 14       | 19       | 4        |          |          |
| 1992–93      | Boston Bruins                    | NHL          | 84   | 45            | 97            | 142           | 32            | 4             | 0  | 9        | 9        | 4        |          |          |
| 1993–94      | Boston Bruins                    | NHL          | 77   | 32            | 80            | 112           | 45            | 13            | 3  | 9        | 12       | 8        |          |          |
| 1994–95      | Boston Bruins                    | NHL          | 48   | 12            | 41            | 53            | 8             | 5             | 1  | 0        | 1        | 2        |          |          |
| 1995–96      | Boston Bruins                    | NHL          | 70   | 25            | 67            | 92            | 18            | 5             | 2  | 5        | 7        | 2        |          |          |
| 1996–97      | Boston Bruins                    | NHL          | 63   | 18            | 52            | 70            | 10            | —             | —  | —        | —        | —        |          |          |
| 1996–97      | Washington Capitals              | NHL          | 17   | 4             | 8             | 12            | 4             | —             | —  | —        | —        | —        |          |          |
| 1997–98      | Washington Capitals              | NHL          | 82   | 18            | 58            | 76            | 36            | 21            | 6  | 11       | 17       | 8        |          |          |
| 1998–99      | Washington Capitals              | NHL          | 59   | 12            | 42            | 54            | 22            | —             | —  | —        | —        | —        |          |          |
| 1999–00      | Washington Capitals              | NHL          | 82   | 15            | 56            | 71            | 14            | 5             | 0  | 3        | 3        | 4        |          |          |
| 2000–01      | Washington Capitals              | NHL          | 81   | 13            | 69            | 82            | 28            | 6             | 0  | 0        | 0        | 0        |          |          |
| 2001–02      | Washington Capitals              | NHL          | 66   | 11            | 57            | 68            | 22            | —             | —  | —        | —        | —        |          |          |
| 2001–02      | Philadelphia Flyers              | NHL          | 14   | 3             | 7             | 10            | 6             | 5             | 0  | 2        | 2        | 0        |          |          |
| 2002–03      | Mighty Ducks of Anaheim          | NHL          | 67   | 9             | 36            | 45            | 16            | 21            | 4  | 9        | 13       | 6        |          |          |
| 2003–04      | Edmonton Oilers                  | NHL          | 60   | 2             | 16            | 18            | 8             | —             | —  | —        | —        | —        |          |          |
| Celkem v NHL | Celkem v NHL                     | Celkem v NHL | 1337 | 341           | 1079          | 1420          | 415           | 163           | 42 | 114      | 156      | 66       |          |          |